# Idionella formosa pista
Idionella formosa là một loài nhện trong họ Linyphiidae.
Loài này thuộc chi Idionella. Idionella formosa pista được Ralph Vary Chamberlin miêu tả năm 1949.